# Rafael dos Anjos
Rafael Souza dos Anjos (Niterói, 26 oktober 1984) is een Braziliaans MMA-vechter. Hij was van 14 mei 2015 tot 7 juli 2016 wereldkampioen lichtgewicht (tot 70 kilo) bij de UFC.

## Carrière

### UFC-kampioen lichtgewicht
Dos Anjos begon in zijn jeugd met Braziliaans jiujitsu. Hij debuteerde in 2004 in MMA en begon zijn carrière bij voornamelijk Braziliaanse regionale bonden. Na een begin met zowel twee win- als twee verliespartijen, versloeg hij negen tegenstanders op rij. Hierop contracteerde de UFC hem. Dos Anjos werd in zijn eerste gevecht binnen de organisatie voor het eerst in zijn carrière knock-out geslagen, door Jeremy Stephens. Vijf maanden later verloor hij ook zijn tweede UFC-partij, van Tyson Griffin (unanieme jurybeslissing).
Dos Anjos herstelde zich van zijn stroeve start binnen de UFC met vier overwinningen in zijn volgende zes gevechten. De vijf die daarop volgden won hij allemaal. Chabib Noermagomedov onderbrak in april 2014 zijn zegereeks van 23 maanden, maar door daarna ook Jason High, Benson Henderson en Nate Diaz te verslaan verdiende hij een titelgevecht tegen regerend kampioen Anthony Pettis. Dit vond plaats op 14 maart 2015. Dos Anjos moest die dag voor het eerst in zijn carrière vijf ronden van vijf minuten vol maken, maar de jury wees hem na afloop unaniem aan als nieuwe UFC-kampioen lichtgewicht. Hij verdedigde die titel één keer, in december 2015. Donald Cerrone was zijn tegenstander. Dos Anjos versloeg de Amerikaan in 2013 al eens op basis van een unanieme jurybeslissing en deed dat deze keer door hem in ruim een minuut technisch knock-out te slaan.
Dos Anjos zou zijn titel op 5 maart 2016 voor de tweede keer verdedigen tegen Conor McGregor, op dat moment de kampioen één gewichtsklasse lager (vedergewicht). De Ier wilde in dat gevecht de eerste worden in de geschiedenis van de UFC met titels in twee gewichtsklassen tegelijkertijd op zijn naam. Dos Anjos zegde ruim een week voor het gevecht zou plaatsvinden echter af vanwege een gebroken voet. McGregor vocht die avond toch, tegen een vervangende tegenstander. Daarom was een gevecht tussen de Braziliaan en hem voorlopig van de baan. Dos Anjos trad op 7 juli 2016 alsnog aan voor zijn tweede titelverdediging, maar dan tegen Eddie Alvarez. Die onttroonde hem als kampioen door hem in de eerste ronde van hun partij technisch knock-out te slaan. Vier maanden later verloor hij ook zijn eerstvolgende partij, van Tony Ferguson. Die versloeg hem over vijf ronden middels een unanieme jurybeslissing.

### Overstap naar weltergewicht
Dos Anjos maakte op 17 juni 2017 zijn debuut in het weltergewicht (tot 77 kilo). Hij won die dag van Tarec Saffiedine door middel van een unanieme jurybeslissing. Hij won op 9 september 2017 ook zijn tweede partij in het weltergewicht. Ditmaal had hij 3.43 minuten nodig om Neil Magny in de eerste ronde van hun gevecht tot submissie te dwingen. Dos Anjos boekte op 16 december 2017 zijn derde opeenvolgende overwinning in het weltergewicht. Hij maakte die dag vijf ronden van vijf minuten vol tegen voormalig wereldkampioen Robbie Lawler, waarna de jury hem unaniem tot winnaar uitriep. Na deze drie zeges mocht Dos Anjos het op 9 juni 2018 opnemen tegen Colby Covington voor de interim-titel in het weltergewicht. De Amerikaan was hem echter in vijf ronden de baas (unanieme jurybeslissing). Vijf maanden later verloor hij ook zijn volgende partij, deze keer op basis van een unanieme jurybeslissing na vijf ronden van vijf minuten tegen Kamaru Usman.
Ondanks zijn twee verliespartijen op rij, programmeerde de UFC het volgende gevecht van Dos Anjos in als hoofdevenement van UFC Fight Night: dos Anjos vs. Lee. Hierin rekende hij in de vierde ronde af met Kevin Lee door die in een verwurging te nemen (arm-triangle choke). Zodoende was hij ook in juli 2019 weer het hoofdevenement, tegen Leon Edwards. Deze keer verloor hij na vijf ronden van vijf minuten op basis van een unanieme jurybeslissing. Dos Anjos leed daarna ook een nederlaag tegen Michael Chiesa (unanieme jurybeslissing).

## Resultaten
| Resultaat | Record | Tegenstander         | Methode                   | Wedstrijd                                                           | Datum      | Ronde | Tijd | Noten                                         |
| --------- | ------ | -------------------- | ------------------------- | ------------------------------------------------------------------- | ---------- | ----- | ---- | --------------------------------------------- |
| Winst     | 32–14  | Bryan Barberena      | Submissie                 | UFC on ESPN: Thompson vs. Holland                                   | 03-12-2022 | 2     | 3.20 | Terugkeer in weltergewicht                    |
| Verlies   | 31–14  | Rafael Fiziev        | Knock-out                 | UFC on ESPN: dos Anjos vs. Fiziev                                   | 09-07-2022 | 5     | 0.18 |                                               |
| Winst     | 31–13  | Renato Moicano       | Jurybeslissing (unaniem)  | UFC 272                                                             | 05-03-2022 | 5     | 5.00 | Catchweight                                   |
| Winst     | 30–13  | Paul Felder          | Jurybeslissing (verdeeld) | UFC Fight Night: Felder vs. Dos Anjos                               | 14-11-2020 | 5     | 5.00 | Terugkeer in lichtgewicht                     |
| Verlies   | 29–13  | Michael Chiesa       | Jurybeslissing (unaniem)  | UFC Fight Night: Blaydes vs. dos Santos                             | 25-1-2020  | 3     | 5.00 |                                               |
| Verlies   | 29–12  | Leon Edwards         | Jurybeslissing (unaniem)  | UFC on ESPN: dos Anjos vs. Edwards                                  | 20-7-2019  | 5     | 5.00 |                                               |
| Winst     | 29–11  | Kevin Lee            | Submissie                 | UFC Fight Night 152 - Dos Anjos vs. Lee                             | 18-5-2019  | 4     | 3.47 |                                               |
| Verlies   | 28–11  | Kamaru Usman         | Jurybeslissing (unaniem)  | The Ultimate Fighter: Heavy Hitters Finale                          | 30-11-2018 | 5     | 5.00 |                                               |
| Verlies   | 28–10  | Colby Covington      | Jurybeslissing (unaniem)  | UFC 225                                                             | 9-6-2018   | 5     | 5.00 |                                               |
| Winst     | 28–9   | Robbie Lawler        | Jurybeslissing (unaniem)  | UFC on Fox: Lawler vs. dos Anjos                                    | 16-12-2017 | 5     | 5.00 |                                               |
| Winst     | 27–9   | Neil Magny           | Submissie                 | UFC 215                                                             | 9-9-2017   | 1     | 3.43 |                                               |
| Winst     | 26–9   | Tarec Saffiedine     | Jurybeslissing (unaniem)  | UFC Fight Night: Holm vs. Correia                                   | 17-6-2017  | 3     | 5.00 | Debuut in weltergewicht                       |
| Verlies   | 25–9   | Tony Ferguson        | Jurybeslissing (unaniem)  | The Ultimate Fighter Latin America 3 Finale: dos Anjos vs. Ferguson | 5-11-2016  | 5     | 5.00 |                                               |
| Verlies   | 25–8   | Eddie Alvarez        | Technische knock-out      | UFC Fight Night: dos Anjos vs. Alvarez                              | 7-7-2016   | 1     | 3.49 | Verlies titel UFC lichtgewicht                |
| Winst     | 25–7   | Donald Cerrone       | Technische knock-out      | UFC on Fox: dos Anjos vs. Cerrone 2                                 | 19-12-2015 | 1     | 1.06 | Verdediging titel UFC lichtgewicht            |
| Winst     | 24–7   | Anthony Pettis       | Jurybeslissing (unaniem)  | UFC 185                                                             | 14-5-2015  | 5     | 5.00 | Kampioen UFC lichtgewicht                     |
| Winst     | 23–7   | Nate Diaz            | Jurybeslissing (unaniem)  | UFC on Fox: dos Santos vs. Miocic                                   | 13-12-2014 | 3     | 5.00 | Gevecht buiten gewichtsklasse. Diaz te zwaar. |
| Winst     | 22–7   | Benson Henderson     | Knock-out                 | UFC Fight Night: Henderson vs. dos Anjos                            | 23-8-2014  | 1     | 2.32 |                                               |
| Winst     | 21–7   | Jason High           | Technische knock-out      | UFC Fight Night: Henderson vs. Khabilov                             | 7-6-2014   | 2     | 3.36 |                                               |
| Verlies   | 20–7   | Chabib Noermagomedov | Jurybeslissing (unaniem)  | UFC on Fox: Werdum vs. Browne                                       | 19-4-2014  | 3     | 5.00 |                                               |
| Winst     | 20–6   | Donald Cerrone       | Jurybeslissing (unaniem)  | UFC Fight Night: Condit vs. Kampmann 2                              | 28-8-2013  | 3     | 5.00 |                                               |
| Winst     | 19–6   | Evan Dunham          | Jurybeslissing (unaniem)  | UFC on FX: Belfort vs. Rockhold                                     | 18-5-2013  | 3     | 5.00 |                                               |
| Winst     | 18–6   | Mark Bocek           | Jurybeslissing (unaniem)  | UFC 154                                                             | 17-11-2012 | 3     | 5.00 |                                               |
| Winst     | 17–6   | Anthony Njokuani     | Jurybeslissing (unaniem)  | UFC on Fuel TV: Munoz vs. Weidman                                   | 11-7-2012  | 3     | 5.00 |                                               |
| Winst     | 16–6   | Kamal Shalorus       | Submissie                 | UFC on Fuel TV: Korean Zombie vs. Poirier                           | 15-5-2012  | 1     | 1.40 |                                               |
| Verlies   | 15–6   | Gleison Tibau        | Jurybeslissing (verdeeld) | UFC 139                                                             | 19-11-2011 | 3     | 5.00 |                                               |
| Winst     | 15–5   | George Sotiropoulos  | Knock-out                 | UFC 132                                                             | 2-7-2011   | 1     | 0.59 |                                               |
| Verlies   | 14–5   | Clay Guida           | Submissie                 | UFC 117                                                             | 7-8-2010   | 3     | 1.51 |                                               |
| Winst     | 14–4   | Terry Etim           | Submissie                 | UFC 112                                                             | 10-4-2010  | 2     | 4.30 |                                               |
| Winst     | 13–4   | Kyle Bradley         | Jurybeslissing (unaniem)  | UFC Fight Night: Maynard vs. Diaz                                   | 11-1-2010  | 3     | 5.00 |                                               |
| Winst     | 12–4   | Rob Emerson          | Jurybeslissing (unaniem)  | UFC 103                                                             | 19-9-2009  | 3     | 5.00 |                                               |
| Verlies   | 11–4   | Tyson Griffin        | Jurybeslissing (unaniem)  | UFC Fight Night: Condit vs. Kampmann                                | 1-4-2009   | 3     | 5.00 |                                               |
| Verlies   | 11–3   | Jeremy Stephens      | Knock-out                 | UFC 91                                                              | 15-11-2008 | 3     | 0.39 |                                               |
| Winst     | 11–2   | Takafumi Otsuka      | Jurybeslissing (verdeeld) | Fury FC 6 - High Voltage                                            | 12-7-2008  | 3     | 5.00 |                                               |
| Winst     | 10–2   | Takaichi Hirayama    | Submissie                 | Pancrase: Shining 5                                                 | 1-6-2008   | 1     | 1.25 |                                               |
| Winst     | 9–2    | Gabriel Veiga        | Jurybeslissing (unaniem)  | Fury FC 5 - Final Conflict                                          | 6-12-2007  | 3     | 5.00 |                                               |
| Winst     | 8–2    | Danilo Cherman       | Submissie                 | Fury FC 4 - High Voltage                                            | 4-8-2007   | 2     | 3.38 |                                               |
| Winst     | 7–2    | Mauricio Souza       | Submissie                 | XFC - Brazil                                                        | 29-4-2007  | 1     | 6.24 |                                               |
| Winst     | 6–2    | Thiago Minu          | Submissie                 | XFC - Brazil                                                        | 29-4-2007  | 1     | 7.28 |                                               |
| Winst     | 5–2    | Johil de Oliveira    | Submissie                 | Juiz de Fora - Fight 4                                              | 7-4-2007   | 1     | 2.50 |                                               |
| Winst     | 4–2    | Mateus Trindade      | Jurybeslissing (unaniem)  | Shooto - Brazil 11                                                  | 24-3-2007  | 3     | 5.00 |                                               |
| Winst     | 3–2    | Diogo Oliveira       | Submissie                 | TFMMA - Top Fighter MMA 2                                           | 25-10-2006 | 2     | N.B. |                                               |
| Verlies   | 2–2    | Jorge Britto         | Jurybeslissing (verdeeld) | Arena - BH Combat                                                   | 4-6-2005   | 3     | 5.00 |                                               |
| Winst     | 2–1    | Felipe Arinelli      | Technische knock-out      | Juiz de Fora - Fight 2                                              | 26-4-2005  | 2     | N.B. |                                               |
| Winst     | 1–1    | Joao Paulo Almeida   | Jurybeslissing (unaniem)  | Arena - BH                                                          | 9-10-2004  | 3     | 5.00 |                                               |
| Verlies   | 0–1    | Adriano Abu          | Jurybeslissing (verdeeld) | Juiz de Fora - Fight 1                                              | 25-9-2004  | 3     | 5.00 |                                               |